# 民主憲法争取国民運動本部
民主憲法争取国民運動本部（みんしゅけんぽうそうしゅこくみんうんどうほんぶ、通称：国民運動本部若しくは国本）は1987年5月、韓国における民主化運動の過程で全ての在野勢力（民族民主運動陣営）が総結集して誕生した反独裁の国民戦線的組織の名称。同年6月における大規模な民主化運動（6月民主抗争）を主導した。

## 概要
1986年5月の｢5・3仁川事態｣で新韓民主党（新民党）と運動陣営の共闘関係が崩れ、全斗煥政権による弾圧に直面した民主化のための国民連絡機構（民国連）は実質的な活動に困難を生じるようになってきた。こうした中で運動陣営は、従来の民国連や宗教運動団体などの在野団体と野党、民主化推進協議会（民推協）を網羅した国民戦線的な組織を結成する必要を痛感し、1987年5月27日に民主憲法争取国民運動本部を結成した。
発起宣言文において「民主化はこの地で誰もが拒絶することの出来ない滔々たる歴史の大勢となった。今や我々は、これまで孤立分散的に行なわれてきた護憲反対民主化運動を一本の太い奔流と無し、国民の中で拡大発展させるべく意思を結集できた」とアピールした。
国本決議文
1. 4.13護憲措置は民主韓国の建国の理念に反するものであり、それは道徳的に無効である。
2. 国民の基本権を抑圧する現行憲法を改正し、言論基本法や刑法などの民主化をはかる。
3. 全斗煥独裁政権は、光州事態、朴君拷問死事件、張玲子汚職事件など、国民の主権と人権を蹂躙した。
4. 現政権は独裁体制を維持するためあらゆる画策をはかったが、その正統性のなさを克服することはできない。
5. 現政権は労働者、農民の生活権、経済権を著しく蹂躙した。
6. 国営、官営放送機関は、自由の敵であり、それらの欺瞞（ぎまん）的報道は良心的言論人を決起させた。
7. 公務員は国に奉仕するものであり、国民から愛されるものでなければならない。
8. 民主化と統一を願う国民の願いは、いまや軍事独裁政権を終わらせ、祖国の未来を建設する歴史的国民運動を形成するものである。

出典：『韓国民族民主運動の軌跡　1980～1992』柘植書房、188頁。
1987年1月の朴鍾哲拷問致死事件、4月13日に全斗煥大統領が自身の任期中における改憲を否定する声明（4.13護憲措置）で、政府に対する国民の反発が強まり、民主化を要求する声が強まる中で結成された国本によって6月10日の「汎国民糾弾大会」、6月18日の「催涙弾追放の日」、そして「6・26平和大行進」など、全国民的規模の反独裁国民運動が組織され、運動の規模を拡大させていった。こうして日に日に民主化運動が拡大していくことに危機感を抱いた執権勢力に6・29宣言を発表して、大統領直接選挙制への改憲と民主化のための様々な措置の施行を約束させることに繋がった。11月5日、国本全国総会で組織名称を「民主争取国民運動本部」（민주쟁취국민운동본부）に変更した（朝日新聞11月6日付7面）。